# Cade Cowell
Cade Dylan Cowell (ur. 14 października 2003 w Ceres) – amerykański piłkarz pochodzenia meksykańskiego występujący na pozycji skrzydłowego, reprezentant Stanów Zjednoczonych, od 2024 roku zawodnik meksykańskiej Guadalajary.
Posiada pochodzenie meksykańskie ze strony matki.